# Autoamerican
Autoamerican är Blondies femte studioalbum, utgivet den 29 november 1980. Albumet nådde tredje plats på UK Albums Chart och sjunde plats på Billboard 200.

## Låtförteckning
| 1. | Europa                                | Chris Stein                             | 3:31 |
| 2. | Live It Up                            | Stein                                   | 4:09 |
| 3. | Here's Looking at You                 | Debbie Harry, Stein                     | 2:58 |
| 4. | The Tide Is High (The Paragons-cover) | John Holt, Howard Barrett, Tyrone Evans | 4:39 |
| 5. | Angels on the Balcony                 | Laura Davis, Jimmy Destri               | 3:47 |
| 6. | Go Through It                         | Harry, Stein                            | 2:40 |

| 7.  | Do the Dark  | Destri                           | 3:51 |
| 8.  | Rapture      | Harry, Stein                     | 6:30 |
| 9.  | Faces        | Harry                            | 3:51 |
| 10. | T-Birds      | Nigel Harrison, Harry            | 3:56 |
| 11. | Walk Like Me | Destri                           | 3:44 |
| 12. | Follow Me    | Alan Jay Lerner, Frederick Loewe | 3:01 |

| 7. | Susie and Jeffrey (B-sida på singeln "The Tide Is High") | Harry, Harrison | 4:10 |

| 13. | Rapture (Special Disco Mix)    | Harry, Stein | 9:59 |
| 14. | Live It Up (Special Disco Mix) | Stein        | 8:13 |

| 13. | Call Me (Original Long Version) (från soundtracket till American Gigolo) | Giorgio Moroder, Harry | 8:06 |
| 14. | Suzy & Jeffrey (B-sida på singeln "The Tide Is High")                    | Harry, Harrison        | 4:10 |
| 15. | Rapture (Special Disco Mix)                                              | Harry, Stein           | 9:59 |

## Medverkande
- Debbie Harry – sång
- Chris Stein – gitarr, vibrafon
- Jimmy Destri – piano, orgel, synthesizer, bakgrundssång
- Frank Infante – gitarr, bakgrundssång
- Nigel Harrison – elbas, bakgrundssång
- Clem Burke – trummor, bakgrundssång

### Övriga
- Martin Hoffman – skivomslag